# آفة بانكارت

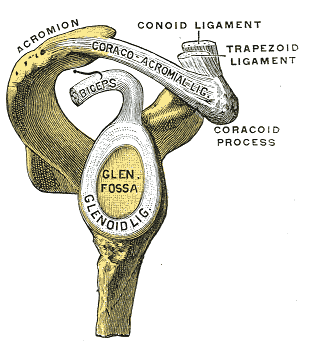
الشفا الحقانيشفا الجوف المفصلي الحقاني، المسمى «الرباط الحقاني»glenoid ligament، تالف في ""آفة بانكارت"". يتم عرض منظر جانبي يوضح السطح المفصلي للكتف الأيمن.

آفة بانكارت هي إصابة في شفا الجوف المفصلي الحقاني الأمامي (السفلي) للكتف بسبب خلع الكتف الأمامي. عندما يحدث هذا، يتشكل تجويف في مقدمة الحقاني الذي يسمح لرأس عظمة العضد بالانفصال فيه. وهو مؤشر لعملية جراحية وغالبًا ما يكون مصحوبًا بآفة هيل-ساكس وتلف في رأس العضد الخلفي.
سميت آفة بانكارت على اسم جراح العظام الإنجليزي آرثر سيدني بلونديل بانكارت (1879-1951).
بانكارت العظمي هو آفة بانكارت التي تتضمن كسرًا في التجويف الحقاني الأمامي السفلي لعظم الكتف.

## التشخيص
عادة ما يتم التشخيص مبدئيًا عن طريق مزيج من الفحص البدني والتصوير الطبي، حيث قد يكون هذا الأخير هو التصوير الشعاعي الإسقاطي (في حالات العظام بانكارت) و/ أو التصوير بالرنين المغناطيسي للكتف. يسمح وجود التباين داخل المفصل بإجراء تقييم أفضل للشفا الحقاني.

## علاج
يتمتع الإصلاح التنظيري لإصابات بانكارت بمعدلات نجاح جيدة، على الرغم من أن ما يقرب من ثلث المرضى يحتاجون إلى مزيد من الجراحة لاستمرار عدم الاستقرار بعد الإجراء الأولي في دراسة أجريت على الشباب، مع معدلات أعلى لإعادة الجراحة في أولئك الذين تقل أعمارهم عن 20 عامًا. تشمل خيارات الإصلاح تقنية تنظير المفصل أو إجراء لاتراجيت مفتوح أكثر توغلًا، مع التقنية المفتوحة تميل إلى انخفاض معدل الخلع المتكرر، ولكن أيضًا نطاق الحركة المنخفض بعد الجراحة.

## معرض

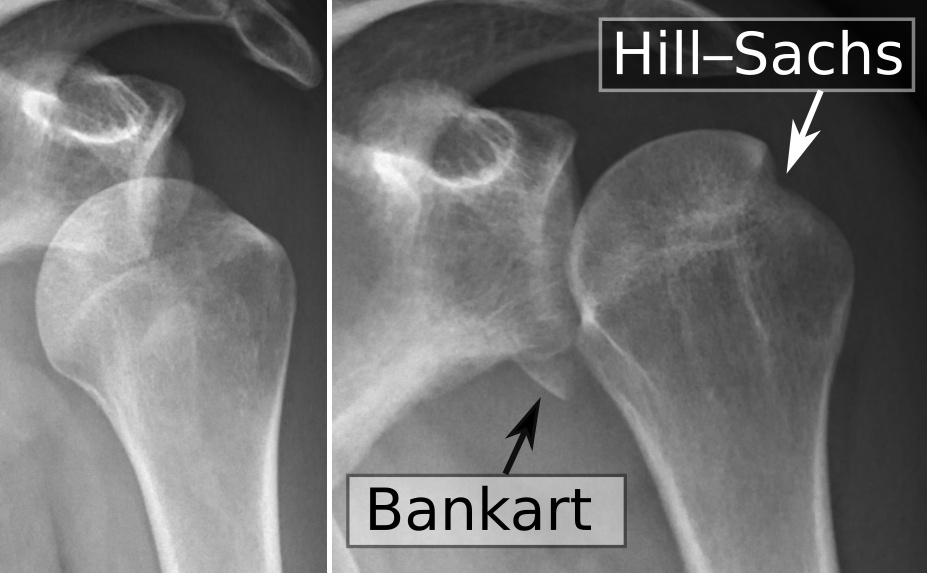
تظهر الأشعة السينية على اليسار خلعًا أماميًا لدى شاب بعد محاولته النهوض من سريره. تظهر الأشعة السينية على اليمين نفس الكتف بعد التصغير والدوران الداخلي، مما يكشف عن آفة بانكارت العظمية وآفة هيل-ساكس.
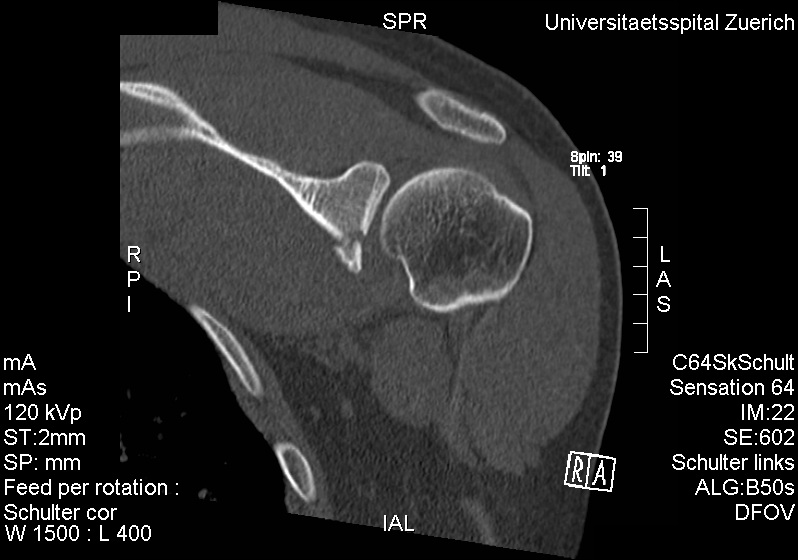
يظهر التصوير المقطعي المحوسب آفة بانكارت العظام في الحقاني السفلي الأمامي
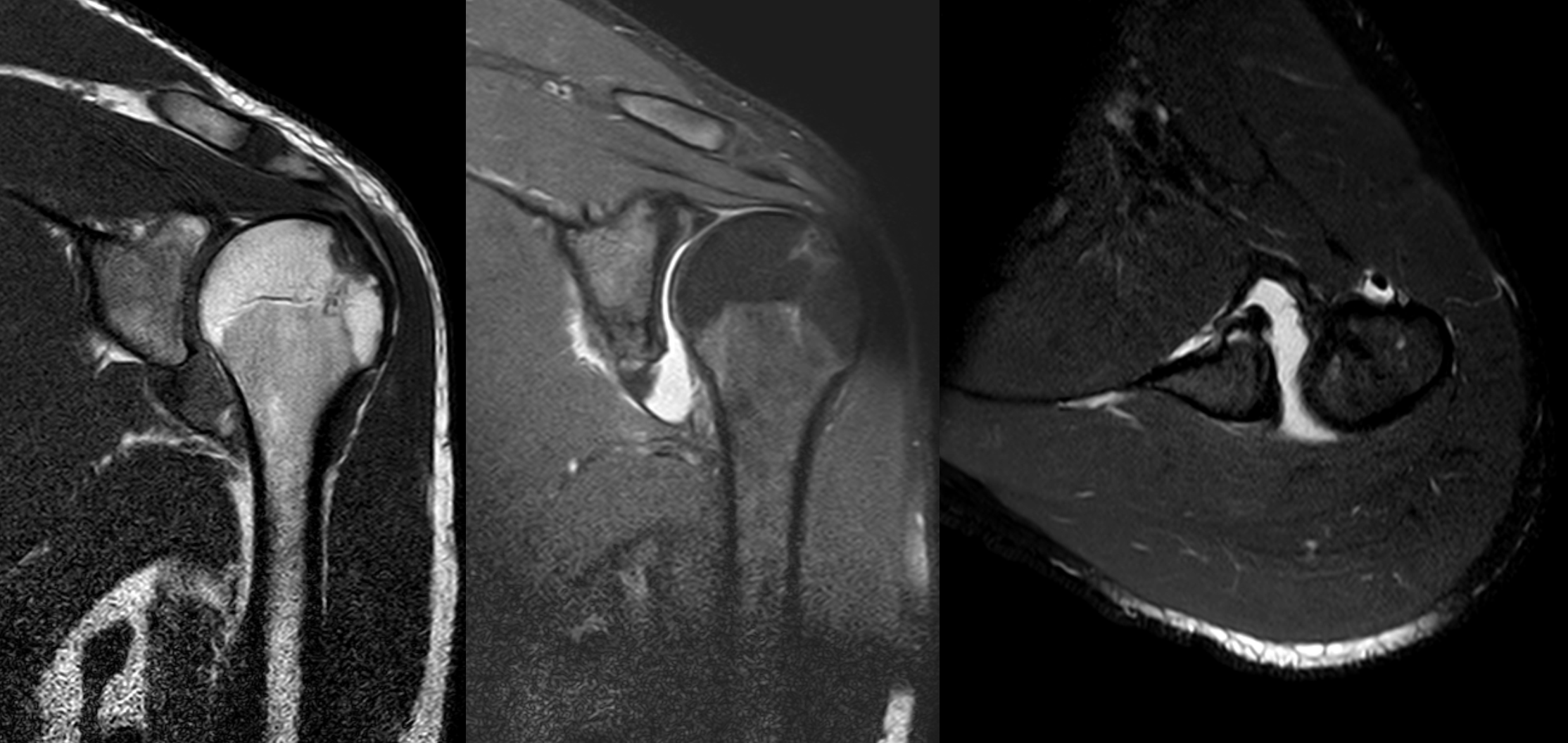
التصوير بالرنين المغناطيسي للكتف بعد خلع أمامي يظهر آفة هيل-ساكس وآفة بانكارت الشفا
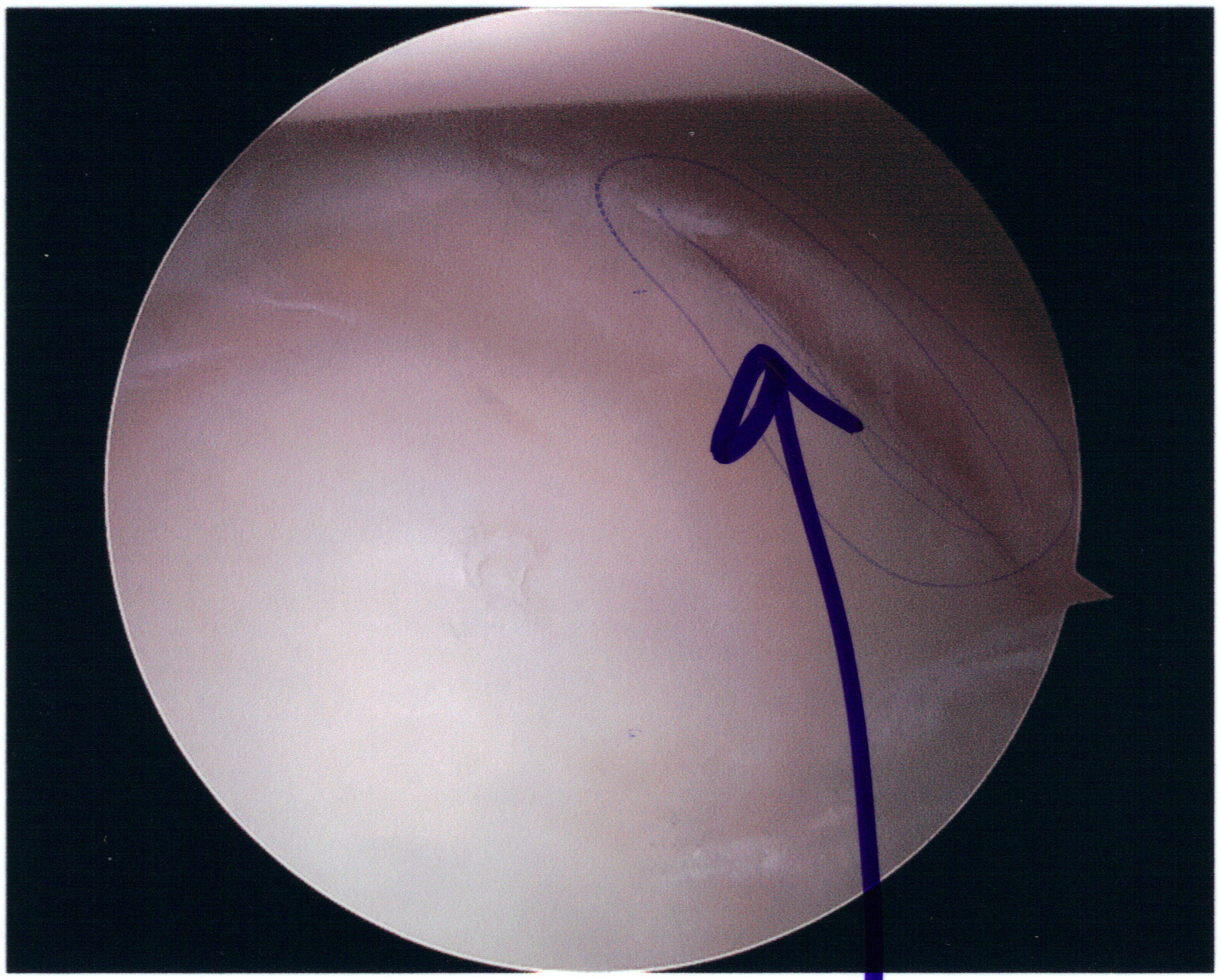
آفة بانكارت تظهر عند تنظير المفاصل
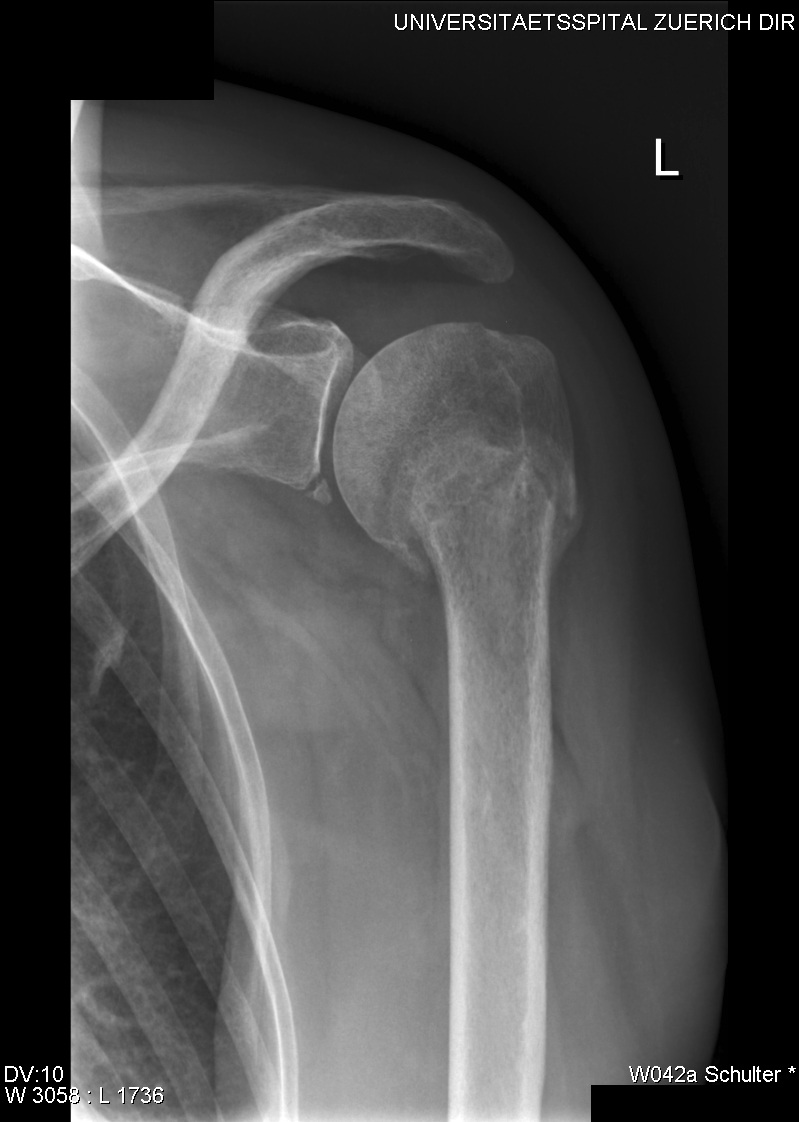
صورة شعاعية تُظهر آفة بانكارت عظمية مع جزء ثابت في الحقاني السفلي
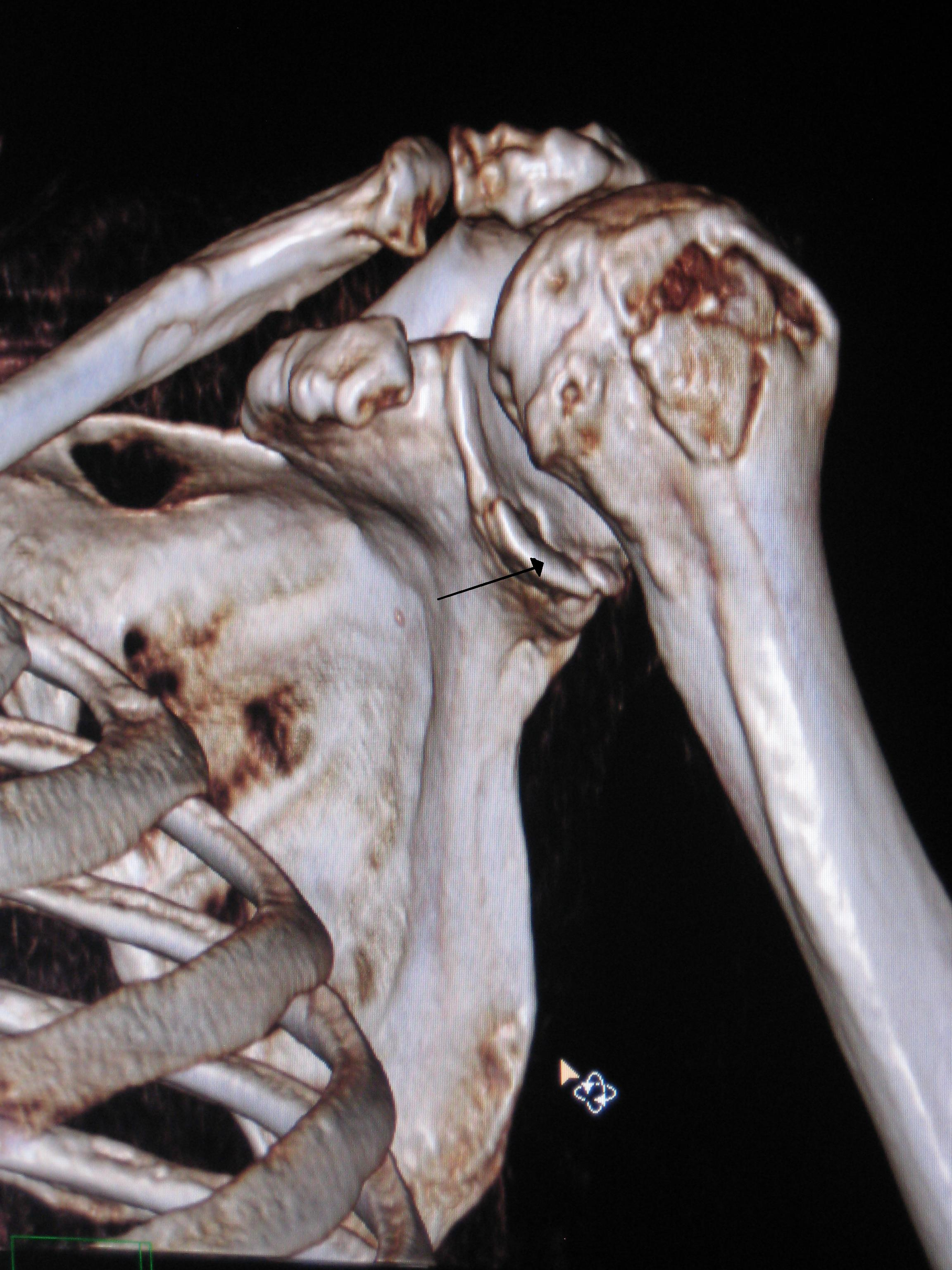
إعادة بناء ثلاثية الأبعاد بالتصوير المقطعي المحوسب للآفة التي حدثت بعد خلع الكتف الأمامي. يظل عظم العضد في هذا الموضوع منخفضًا بشكل معتدل. الكسر يتميز بسهم أسود.